# Vladislav Petković Dis
Vladislav Petković Dis (en serbe cyrillique : Владислав Петковић Дис ; né le 10 mars 1880 à Zablaće et mort le 16 mai 1917 sur la mer Ionienne près de Corfou), né Vladislav Petković, est un poète serbe. Il appartient au courant impressionniste et symboliste de la littérature serbe.

## Biographie
Né à Zablaće près de Čačak, Vladislav Petković Dis fréquente le lycée de Čačak où il rencontre le philosophe Božidar Knežević ; il y  écrit son premier poème en allemand. Il n'obtient pas le baccalauréat, ce qui l'empêche de poursuivre des études supérieures. Il devient alors enseignant à Prlita, un village situé près de la ville de Zaječar.
En 1903, grâce au dramaturge Branislav Nušić, il trouve un premier emploi à Belgrade et, en 1904, il devient rédacteur de la revue Književna nedelja (La Semaine littéraire) et publie ses premiers poèmes dans le magazine littéraire Idila. Il ajoute alors à son de naissance Vladislav Petković, l'appellation Dis qui se trouve au centre de son prénom et qui désigne aussi le dieu romain des Enfers Dis Pater. Le soir, il fréquente notamment les kafanas du quartier bohème de Skadarlija.
En 1912, au moment de la Première Guerre balkanique, il est recruté comme journaliste. Au cours de la Seconde Guerre balkanique et au début de la Première Guerre mondiale, il est correspondant de guerre pour l'armée serbe et, en 1915, il se joint l'armée dans sa retraite à Corfou.
De Corfou, Petković-Dis est envoyé en France pour reprendre des forces et rendre compte de la situation de l'armée serbe. Le 26 août 1916, il participe avec Ernest Daudet à un concert organisé par la Croix-rouge française au cours duquel, il déclare : « Quand le grand jour sera venu pour nous de retourner dans notre patrie, nous quitterons la France, cet asile de repos et d'espoir. Je vous en prie : gardez un bon souvenir de nous, car nous vous avons aimés, même alors que nous avons douté. Nous vous avons aimés, nous vous aimons, nous vous aimerons toujours, toujours ». Et évoquant les interrogations de ses enfants, il ajoute : « Ils nous demanderont tout simplement "Où est donc cette France ?". Au lieu de leur répondre, nous mettrons la main sur notre cœur et nous leur dirons : "Voilà, la France est ici !" ».
Le 16 ou 29 mai 1917 (selon les sources), tandis qu'il revenait en Serbie avec le statut de blessé de guerre civil, Dis s'embarque sur un bateau italien à destination de Corfou. Le navire est torpillé et coulé par un sous-marin allemand dans la mer Ionienne.

## Œuvres
- Utopljene duše (Les Âmes englouties), 1911. Ce premier recueil, publié à compte d'auteur, suscite de vives critiques de la part des traditionalistes ; l'écrivain Jovan Skerlić, l'un des critiques littéraires les plus influents de l'époque y voit « une imitation ignorante et grossière » ; il est salué par les modernistes[1].
- Mi čekamo cara (Nous attendons un roi), 1913.

Parmi les poèmes les plus célèbres de ces recueils figurent Tamnica (La prison), Nirvana (Le nirvana) et Možda spava (Elle dort peut-être).

## Postérité
Le prix Dis honore sa mémoire ; ce prix littéraire, créé par la Bibliothèque municipale Vladislav Petković Dis de Čačak, est décerné chaque année depuis 1964 à un poète au cours de la manifestation culturelle du « Printemps de Dis » (Disovo proleće).